# Wiesław Hartman
Wiesław Hartman (Kwidzyn, 31 de outubro de 1950 – 24 de novembro de 2021) foi um ginete de elite polaco especialista em saltos, medalhista olímpico.

## Carreira
Hartman representou seu país nos Jogos Olímpicos de Verão de 1980, nos quais conquistou a medalha de prata nos saltos por equipes.

## Morte
Hartman morreu em 24 de novembro de 2021, aos 71 anos de idade.